# 금장요집경 권1~2
금장요집경 권1~2(金藏要集經 卷一~二)은 부산광역시 금정구 범어사에 있는 고려시대의 목판본 불경이다. 2007년 9월 18일 대한민국의 보물 제1525호로 지정되었다.

## 개요
이 책은 북제(北齊)의 승려 도기(道紀)가 각 경전에서 불교 교화에 도움이 되는 인과응보에 관한 설화를 중심으로 편찬한 7권 가운데 2권(권1~2)이다. 권두서명 다음 행에 간략한 목차가 수록되어 있는데 이 책을 구성하고 있는 22개 연(緣: 篇에 해당)의 이름이 구체적으로 나타나고 있어 전체 내용을 조망해 볼 수 있다. 이 간략 목차 다음에 바로 <사견연제일(邪見緣第一)>의 편제(篇題)가 시작되고 있는데, 편제의 다음에는 각 편의 세부 목차가 기재되어 있다. 각 세부 내용이 시작되는 제목 아래에는 전재해 온 내용의 정확한 출처를 소자쌍행(小字雙行)의 형식으로 밝히고 있다. 
판식은 고려 13~14세기 불서에 흔히 보이는 특징이 나타나고 있으며 판심부의 하단에 ‘현사(玄四)’, ‘문향(文鄕)’, ‘백기(白基)’ 등의 각수명(刻手名)이 새겨져 있다. 이들은 재조대장경(再雕大藏經)에도 참여했던 인물로 나타나는데 판각의 상태로 보아 고려 말에 새기어 조선전기에 인출한 것으로 생각된다. 
이 책은 권1~2의 2권 1책만이 있는 결본 상태이나 현재 국내외에 전존이 드문 판본이라 희소성이 높으며, 목차에 22개 연기의 이름이 구체적으로 나타나고 있어 전체 내용을 알 수 있는 중요한 자료라 하겠다.

## 참고 자료
- 금장요집경 권1~2 - 국가유산청 국가유산포털